# ブノワ・コスヌフロワ
ブノワ・コスヌフロワ（Benoît Cosnefroy、1995年10月17日 - ）は、フランス、シェルブール出身の自転車競技（ロードレース）選手。現在は、AG2R・シトロエン・チームに所属。「コヌフロワ」、「コスネフロワ」とも表記される。

## 主な成績
- 2017年
  - フランス選手権ロードレース U23 2位
  - フランス選手権ロードレース アマチュア 2位
  - ヨーロッパ選手権ロードレース U23 4位
  - ベルナー・ルントファート 5位
  - ローヌ＝アルプ・イゼール・ツアー 総合6位
  - ピッコロ・ジロ・ディ・ロンバルディア 10位

- 2017年
  -  世界選手権ロードレース U23 優勝
  - グランプリ・ディスベルグ 優勝
  - ローヌ＝アルプ・イゼール・ツアー 区間優勝（第2ステージ）、スプリント賞
  - ヨーロッパ選手権ロードレース U23 2位
  - フランス選手権ロードレース U23 2位
  - グランプリ・ド・プリュムレック＝モルビアン 6位
  - ベルナー・ルントファート 6位
  - フランス選手権ロードレース 個人タイムトライアル・U23 9位

- 2018年
  - パリ〜ツール 3位
  - ブルターニュ・クラシック 9位
  - コッパ・サバティーニ 9位
  - ラ・ルー・トゥランジェル 9位
  - ショレ＝ペイ・ド・ロワール 10位

- 2019年
  - ツール・デュ・リムザン  総合優勝
    -  ヤングライダー賞
    - 区間優勝（第3ステージ）

  - グランプリ・ド・プリュムレック＝モルビアン 優勝
  - パリ〜カマンベール 優勝
  - ポリノルマンド 優勝
  - ツール・ド・ヴァンデ 4位
  - ブルターニュ・クラシック 7位
  - グランプリ・シクリスト・ド・ケベック 10位

- 2020年
  - グランプリ・シクリスト・ラ・マルセイエーズ 優勝
  - エトワール・ド・ベセージュ  総合優勝
  - ルート・ドクシタニー 区間優勝（第4ステージ）
  - フレッシュ・ワロンヌ 2位
  - パリ〜ツール 2位
  - ブラバンツ・パイル 3位
  - ドローム・クラシック 5位
  - ヨーロッパ選手権ロードレース 10位
  - ツール・ド・フランス
    - 山岳賞ジャージ着用（第2-16ステージ）
    - 敢闘賞（第2ステージ）

- 2021年
  - ツール・デュ・フィニステール 優勝
  - ブラバンツ・パイル 8位
  - ブルターニュ・クラシック・ウエスト＝フランス 優勝
  - ツール・デュ・ジュラ（英語版） 優勝

- 2022年
  - グランプリ・シクリスト・ド・ケベック 優勝

- 2024年
  - ツール・デ・ザルプ＝マリティーム・エ・デュ・ヴァール  総合優勝、  ポイント賞（第2ステージ優勝）
  - パリ〜カマンベール 優勝
  - ブラバンツ・パイル 優勝
  - グランプリ・デュ・モルビアン 優勝
  - ツール・デュ・フィニステール 優勝
  - ブックル・ドゥ・ラ・マイエンヌ 区間優勝（プロローグ）

- 2025年
  - グランプリ・デュ・モルビアン 優勝